# Macropanax decandrus
Macropanax decandrus là một loài thực vật có hoa trong Họ Cuồng cuồng. Loài này được G.Hoo mô tả khoa học đầu tiên năm 1965.